# Laneuveville-lès-Lorquin
Laneuveville-lès-Lorquin – miejscowość i gmina we Francji, w regionie Grand Est, w departamencie Mozela.
Według danych na rok 1990 gminę zamieszkiwało 70 osób, a gęstość zaludnienia wynosiła 31 osób/km² (wśród 2335 gmin Lotaryngii Laneuveville-lès-Lorquin plasuje się na 975. miejscu pod względem liczby ludności, natomiast pod względem powierzchni na miejscu 1221.).